# Чебурашка
Чебурашка е литературен герой от произведенията на руския писател Едуард Успенски (две повести и две пиеси), и от анимационните филми на режисьора Роман Качанов.
Чебурашка е животно от мъжки пол и от незнаен за науката вид, с кафява козина, големи добри очи и огромни уши. Намерено е в щайга с портокали, докарана в големия град от далечна тропическа страна. Неговият най-добър приятел е крокодилът Гена, който работи в зоологическата градина като крокодил.
За първи път Чебурашка се появява като персонаж в „Крокодилът Гена и неговите приятели" („Крокодил Гена и его друзья") през 1966 г. В илюстрациите към книгата Чебурашка прилича на мече. Името му идва от думата „чебурахнуться" (падам, сгромолясвам се, а в речника на Дал – означава и играчка, направена от дървено кълбо, използвана и като поплавък). Според спомените на Успенски, когато веднъж бил на гости, дъщерята на домакините възкликнала по адрес на шубата, която не можела да остане в изправено положение: „Ой, опять чебурахнулась!"
Първата поява на Чебурашка на екран е през 1969 г. в диафилма „Крокодил Гена и его друзья" („Крокодилът Гена и неговите приятели") на художника Борис Степанцев. Тук Чебурашка е нарисуван с огромна катерича опашка.
Първият анимационен (куклен) филм от сериите за Чебурашка излиза също през 1969 г. – „Крокодилът Гена" на режисьора Роман Качанов. Следващите три епизода са: „Чебурашка" (1971), „Шапокляк" (1974) и „Чебурашка отива на училище" („Чебурашка идет в школу", 1983). През 2005 г. при ежегодната акция „Рожденият ден на Чебурашка" за набиране на средства за деца сираци, авторът Едуард Успенски обявява 20 август 1969 г. за рожден ден на Чебурашка.
Антагонистът в епизодите – бабичката Шапокляк, дължи името си на вид сгъваеми цилиндри, наричани шапоклак (chapeau claque). Успенски твърди, че при създаването на образа на Шапокляк е имал предвид първата си жена, а художникът, създал кукления персонаж, признава, че се е вдъхновил от тъща си.
Чебурашка и Гена са били доста популярни в Швеция през 70-те години на ХХ век като Drutten och Krokodil. Но тематиката на филмчетата е различа и героите са били кукли марионетки, които живеят на лавицата с книги.
На Чебурашка и крокодила Гена е посветена пощенска марка, издадена в СССР през 1988 г. (като част от серията за съветската анимация).
Двамата герои имат и няколко паметника – първият от тях е издигнат в Раменское през 2005 г. Техни фигури има и в Кременчуг, Днепропетровск, Хабаровск. В Чебоксари планират да създадат техен паметник заради търсенето на името Чебурашка в първото филмче („Чебуреки, Чебоксары, Чебурашка нет...“). А в една московска детска градина е открит и музей на Чебурашка.
Чебурашка е талисман на руския олимпийски отбор в три поредни олимпиади – лятната през 2004 в Атина, зимната през 2006 г. в Торино и лятната през 2008 г. в Пекин. За зимната олимпиада Чебурашка е издокаран с бяла козина, а за тази в Пекин – с червена.
През 2003 г. японците откупват правата за филмирането на персонажите до 2023 г. и започват да пускат нови 3-минутни епизоди. За периода 2009 – 10 г. са създадени 26 епизода. През 2010 г. японците създават 80-минутен римейк на оригиналните епизоди от 70-те, който беше показан и в Киномания 2011 в България.
Името Чебурашка е популярно и в масовата култура – така се наричат популярните през 70-те автомобили Запорожец 968 (заради щръкналите въздухозаборници), самолетът Ан-72, големите аудиослушалки, както и двуострите брадви, използвани при ролевите игри за реконструкция на сражения.

## Книги за Чебурашка и крокодила Гена
- „Крокодил Гена и его друзья" (1966) – повест (Едуард Успенски)
- „Чебурашка и его друзья" (1970) – пиеса (Едуард Успенски, Роман Качанов)
- „Отпуск крокодила Гены" (1974) – пиеса (Едуард Успенски, с Роман Качанов)
- „Бизнес крокодила Гены" (1992) – повест (Едуард Успенски, И. Е. Агрон)
- „Крокодил Гена – лейтенант милиции" (1998) (Едуард Успенски)
- „Крокодил Гена идет в армию" (2005) (Едуард Успенски)
- „Чебурашка уходит в люди" (2002) (Едуард Успенски)
- „Похищение Чебурашки" (2008) (Едуард Успенски)
- „Чебурашка и его новый друг Чекрежик" (2008) – повест (Едуард Успенски, Ю. А. Дубовски)
- „Все о Чебурашке и крокодиле Гене" (2012)— сборник (Едуард Успенски)

## Анимационни филми
- „Крокодил Гена" (1969)
- „Чебурашка (1971)
- „Шапокляк" (1974)
- „Чебурашка идёт в школу" (1983)
- „Чебурашка (2013)
- „Чебурашка (филм, 2023)"

Филмите са заснети от Роман Качанов по сценарий на Роман Качанов и Едуард Успенски. Художник-постановчик е Леонид Шварцман. Музиката към „Крокодила Гена“ е на Михаил Зим, а на останалите филми – Владимир Шаински. Оператори са Йосиф Голомб за „Крокодила Гена“ и Теодор Бунимович за останалите филми. Ролята на Чебурашка се озвучава от Клара Румянова, на крокодила Гена – от Виталий Иванов, на Шапокляк – Владимир Раутбат за „Крокодила Гена“ и Ирина Мазинг за „Шапокляк“. Песента на Крокодила Гева изпълнява Владимир Ферапонтов.